# OnNow
OnNow（オンナウ）とは、マイクロソフトが実現しようとした、「パソコンの電源を入れると短時間で使用可能になる」という機能。または、短時間で起動することを指す言葉としても使われる。Windows 98やWindows 2000の開発目標としていた。それまでは数分ほどかかっていた起動時間を、数秒に縮めることが狙い。
ACPI（Advanced Configuration and Power Interface）という新たな電力管理機構を使って実現するはずだった。しかし、ACPIの仕様の確定が遅れたこともあり、実現しなかった。さらにOnNowは言葉の定義も不明確のまま、あまり使われなくなった。